# Fógel József
Fógel József (Szatmárnémeti, 1884. március 10. – Szeged, 1941. október 17.) történész, könyvtáros, a Magyar Tudományos Akadémia levelező tagja.

## Életútja
Fógel Károly és Szécsényi Terézia fia. Felsőfokú tanulmányait a budapesti egyetemen folytatta. 1907-ben történelem–latin szakos tanárként végzett, 1911-ben kapta meg bölcsészdoktori oklevelét.
Pályáját 1910-ben a VI. kerületi főgimnázium tanáraként kezdte, majd 1922 októberében az Országos Magyar Gyűjteményegyetem alkönyvtárnokává, 1923 februárjában könyvtárnokává nevezték ki. Szeptembertől 1926 márciusáig a Magyar Tudományos Akadémia Könyvtárában dolgozott. Ezután haláláig a szegedi Ferenc József Tudományegyetem közép- és kora újkori egyetemes történeti tanszékének nyilvános rendes tanára volt. Az 1934–1935-ös tanévben a Bölcsészet-, Nyelv- és Történettudományi Kar dékánjaként tevékenykedett.
1928 májusában az MTA levelező tagjává választották.
1932. december 28-án Budapesten, a Ferencvárosban házasságot kötött dr. Sarkadi Dániel és Balogh Margit lányával, Erzsébettel.

## Munkássága
Történészként a 15–16. század magyar politikatörténetét és a magyarországi humanizmust vizsgálta. Számos Bécsben lappangó corvina felfedezése fűződik nevéhez. Az Akadémia Könyvtárában elsősorban a kézirattár rendezésével és a kéziratok feldolgozásával foglalkozott.

## Főbb művei
- Velencei diplomaták Budán a XVI. század elején (Budapest, 1912)
- II. Ulászló udvartartása (Budapest, 1913)
- II. Lajos udvartartása (Budapest, 1917)
- A Corvina-könyvtár állapota Mátyás király halála után a mohácsi vészig (Budapest, 1927)